# TOKYO CITY RHAPSODY
『TOKYO CITY RHAPSODY』（トーキョー・シティー・ラプソディ）は、日本のロックバンド、椿屋四重奏の3rdアルバム。2008年2月6日発売。発売元はワーナーミュージックジャパン。

## 解説
- 前作から2年半ぶりのリリース。メジャーレーベル移籍後初のアルバム。また、4人編成となって初のアルバムである。
- 初回盤と通常盤の2形態で発売。初回盤は「LOVER」「恋わずらい」「不時着」のPVとボーナス映像を収録したDVD付き、特殊パッケージ仕様。

## 収録曲
1. OUT OF THE WORLD (4:48)
2. トーキョー・イミテーション (3:43)
3. 恋わずらい (4:51)
5thシングル曲。
4. I SHADOW (4:35)
5. LOVE 2 HATE (4:26)
6. マイ・レボリューション (3:40)
7. playroom (4:51)
8. パニック (4:04)
6thシングルのカップリング曲。
9. moonlight (5:15)
4thシングルのカップリング曲。
10. LOVER (4:39)
4thシングル曲。
11. ランブル (4:18)
12. ジャーニー (4:18)
13. 不時着 (6:29)
6thシングル曲。表記はないがアルバムバージョンであり、アウトロのフェードアウトがシングルよりも長い。

全作詞・作曲・編曲：中田裕二

## 初回特典DVD
- LOVER (MUSIC CLIP)
- 恋わずらい (MUSIC CLIP)
- 不時着 (MUSIC CLIP)
- TSUBAKIYA CONFIDENTAL（ボーナス映像）

## 演奏
- 中田裕二：Vocal, Guitar, Keyboards, Programming
- 安高拓郎：Guitar
- 永田貴樹：Bass
- 小寺良太：Drums
- YANCY：Keyboards (#3)
- 清水俊也：Keyboards (#4)